# Liste der Naturdenkmale in Stegen
| Naturdenkmale | Anzahl |
| ------------- | ------ |
| FND           | 3      |
| END           | 3      |
| Gesamt        | 6      |

Die Liste der Naturdenkmale in Stegen nennt die verordneten Naturdenkmale (ND) der im baden-württembergischen Landkreis Breisgau-Hochschwarzwald liegenden Gemeinde Stegen. In Stegen gibt es insgesamt sechs als Naturdenkmal geschützte Objekte, davon drei flächenhafte Naturdenkmale (FND) und drei Einzelgebilde-Naturdenkmale (END).
Stand: 1. November 2016.

## Flächenhafte Naturdenkmale (FND)
| Name                                | Bild | Kennung     | Einzelheiten | Position | Fläche Hektar | Datum         |
| ----------------------------------- | ---- | ----------- | ------------ | -------- | ------------- | ------------- |
| Albrechtsweidberg                   | BW   | 83151090001 | Stegen       | ⊙        | 4,7           | 28. Jan. 1992 |
| Magerwiese am Pfisterhäusleberg     | BW   | 83151090003 | Stegen       | ⊙        | 1,9           | 18. Nov. 2003 |
| Wacholderheide am Pfisterhäusleberg | BW   | 83151090002 | Stegen       | ⊙        | 4,8           | 18. Nov. 2003 |
| Legende für Naturdenkmal            |      |             |              |          |               |               |

## Einzelgebilde (END)
| Name                      | Bild | Kennung     | Einzelheiten | Position | Fläche Hektar | Datum         |
| ------------------------- | ---- | ----------- | ------------ | -------- | ------------- | ------------- |
| 1 Linde am Bläsihof       | BW   | 83151090004 | Stegen       | ⊙        | 0,0           | 15. Apr. 1964 |
| 1 Linde Rechtenbach       | BW   | 83151090010 | Stegen       | ⊙        | 0,0           | 15. Apr. 1964 |
| 1 Sommerlinde am Dobelhof | BW   | 83151090006 | Stegen       | ⊙        | 0,0           | 15. Apr. 1964 |
| Legende für Naturdenkmal  |      |             |              |          |               |               |